# Driesum
Driesum (officieel, Fries: Driezum, [’dri.əzm]) is een dorp in de gemeente Dantumadeel, in de Nederlandse provincie Friesland. Het ligt ten zuidoosten van Dokkum en is het meest oostelijke dorp van de Dokkumer Wouden.
In 2023 telde het dorp 950 inwoners. Onder het dorp valt ook de buurtschap Oostwoud. Van Driesum loopt de Driezumervaart naar het Driezumermeer en later langs de Driezumer Terp naar het Dokkumer Diep.
Aan de westkant van Driesum ligt het tweelingdorp Wouterswoude, waarmee Driesum een aantal verenigingen deelt. Sinds 2009 is de Friese naam de officiële. Waar voorheen op de plaats- en straatnaamborden zowel de Friese als de Nederlandse namen werden vermeld, worden sindsdien alleen nog de officiële Friese namen vermeld.

## Rinsma State en natuur
Tussen Driesum en Oostwoud ligt Rinsma State, vanouds een adellijke state die van de baronnen van Sytzama was. Een van hen, Douwe Jan Vincent, werd in 1851 de eerste burgemeester van Dantumadeel. Tussen 1971 en 1999 was de state het gemeentehuis van Dantumadeel. Om Rinsma State ligt een park, beter bekend als het Driezumer Bos. Ten oosten van de Rinsma State ligt het gehucht Oostwoud (Eastwâld).
Achter Rinsma State is in 1972 het baggerdepot Petsleat/Swemmer aangelegd. Dit baggerdepot is in 1985 omgevormd tot recreatie- en natuurterrein Rinsma pôlle.

## Terp
Een kleine twee kilometer ten noorden van Driesum ligt de Driezumer Terp. Op de terp stond de Canter State, die in het "Register van den Aanbreng" uit 1511 voor het eerst beschreven wordt en genoemd is naar de grootgrondbezitster Renscke Jacobs Canter. Dochter Anna Canter, de latere eigenares, trouwt met de schepen Jacob Adams, die in het stadsbestuur van Leeuwarden zat. Hij liet zich ook Canter noemen. De state is lang in het bezit van de familie gebleven. Omdat er in 1847 een te laag bod werd uitgebracht op de state, besloot de eigenaar Petrus Jacobus van Knijff de state in 1855 te laten afbreken.
De terp is in de Tweede Wereldoorlog grotendeels afgegraven. Bij graafwerkzaamheden aan een sloot bij de terp zijn in 1895 een hoeveelheid Romeinse munten gevonden.

## Bekende personen
- Hjerre Gjerrits van der Veen, volksschrijver, prozaïst en schoolhoofd in Driesum van 1847 tot 1882.

## Geboren in Driesum
- Maurits Pico Diederik van Sytzama (1789-1848) politicus en bestuurder
- Jannes van der Wal (1956-1996), dammer
- Griet Wiersma (1959), zangeres
- Janke Reitsma (1988), orthopedagoge en schrijfster